# 北大青鳥環宇科技
北京北大青鳥環宇科技股份有限公司（英語：Beijing Beida Jade Bird Universal Sci-Tech Company Limited），簡稱北大青鳥環宇科技股份、北大青鳥環宇科技，以及北大青鳥環宇，在2000年，由北京大學若干旗下校企：北京北大青鳥軟件（北大青鳥集團）的北京北大青鳥、北京市北大青鳥軟件系統、北京市北大宇環微電子系統工程等，於北京（總部）組成公司。
當時持有北京天桥北大青鸟科技（信達地產前身）。
董事長為許振東，總裁為張萬東教授。業務在中國內地、全球經營生產和銷售专用集成电路（ASIC）、网络安全产品、IC卡应用系统和无线火灾报警系统。
該股份在2000年7月27日於香港交易所創業板上市。配售價格為11港元，配售股份為2400萬H股，集資額為2.64億港元。

## 連結
- 官方网站